# Linneit

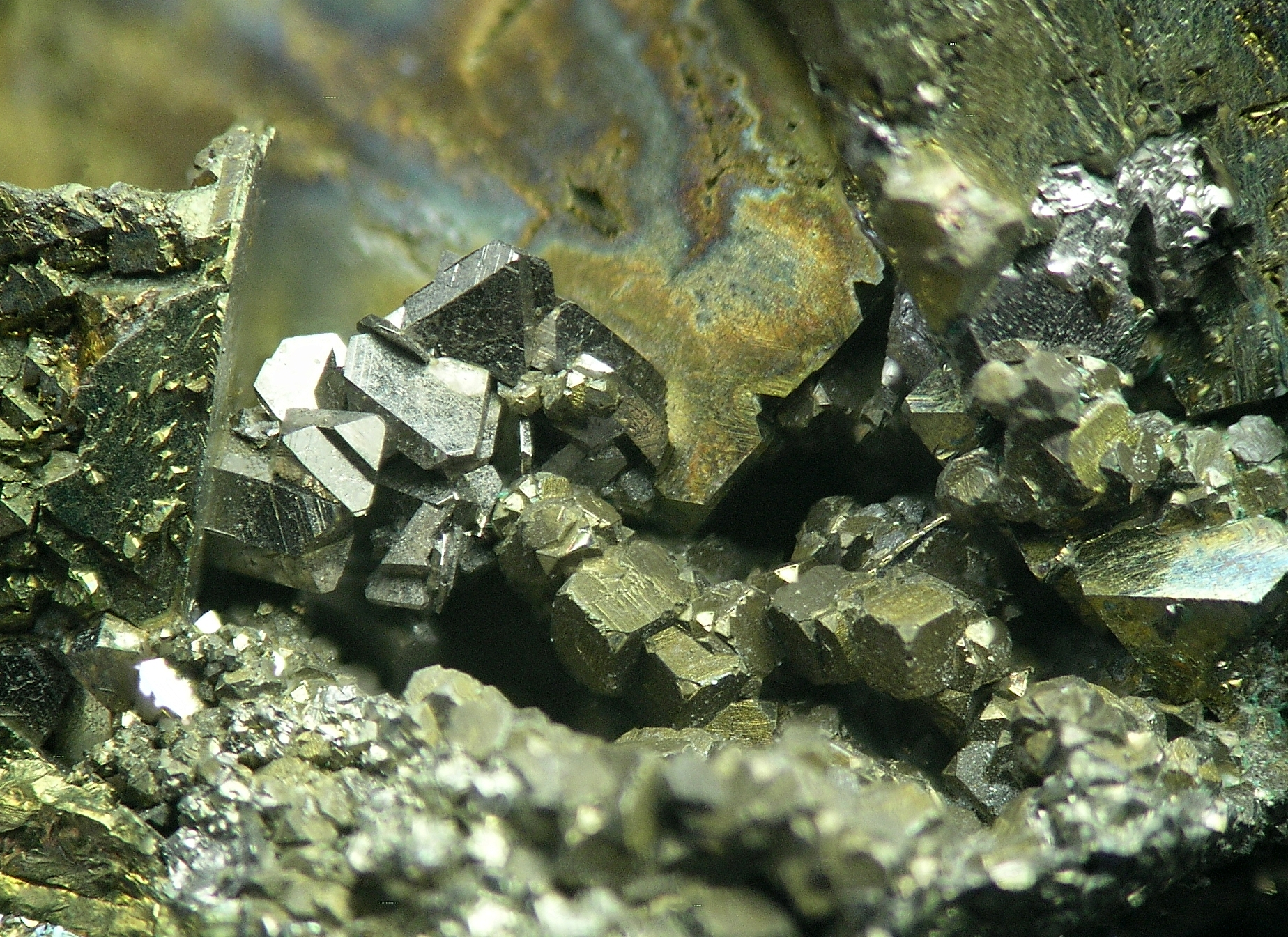
Linneit

Linneit (linnaeit), Co{\displaystyle ^{2+}}Co{\displaystyle _{2}^{3+}}S{\displaystyle _{4}}, är ett mineral. Linneit påträffades första gången 1743 i S:t Göransgruvan i Nya Bastnäsfältet. Färgen är ljusgrå till stålgrå, ofta med rödvioletta anlöpningar. Uppträder kornigt, massivt och som plattor. Kristallerna är oktaedriska. Förekommer som korn och körtlar inväxta i kopparkis i en skarnmassa bestående av aktinolit, magnetit och små fjäll av glimmer eller klorit. Har även påträffats som oktaedriska kristaller tillsammans med kopparkis och vismutglans. Ett annat förekomstsätt är som oktaedriska kristaller tillsammans med allanitkristaller, klorit, bastnäsit-(Ce) och korn av kopparkis. Bildar även en serie fast lösning med carrollit. Linneitens existens i Bastnäs är ifrågasatt, även om Bastnäs har ansetts vara typlokal för linneit. Carrollit och linneit bildar en blandserie genom att tvåvärd koppar ersätter en större eller mindre del av tvåvärd kobolt i linneiten. Det visar sig att alla prover från Bastnäs som analyserats på Riksmuseet innehåller för mycket koppar enligt IMA:s nuvarande regler (enligt meddelande från Dan Holtstam) för att få kallas linneit och skall följaktligen istället kallas carrollit.